# 매끌롱강

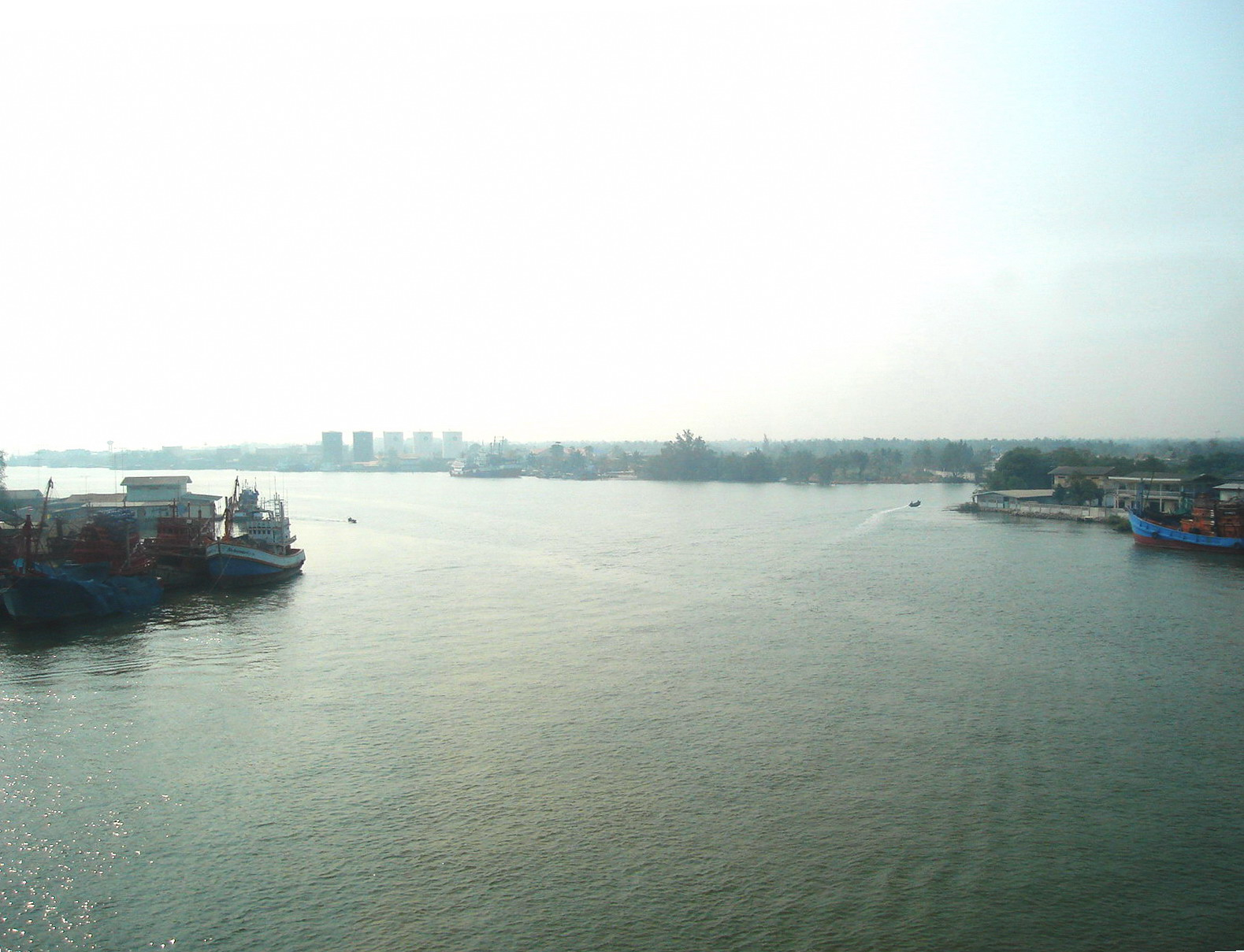
매끌롱강

매끌롱강(태국어: แม่กลอง)은 태국 서부의 강이다. 쾌노이강과 쾌야이강이 깐차나부리에서 합류하면서 시작하여, 나콘랏차시마주를 지나 사뭇송크람에서 타이만으로 흘러든다.
매끌롱강 상류에 있던 콰이강의 다리가 유명해지면서 1960년대에 강의 상류는 쾌야이강으로 개칭되었다.